# Corydoras melanotaenia
Espèce
Corydoras melanotaenia est une espèce de poissons-chats d'eau douce de la famille des Callichthyidae.

## Systématique
L'espèce Corydoras melanotaenia a été décrite en 1912 par l'ichtyologiste britannique Charles Tate Regan (1878-1943).

## Répartition
Corydoras melanotaenia est endémique du bassin du río Meta en Colombie.